# Dodge Dakota
La Dodge Dakota és un vehicle de tipus mid size pick up fabricat per Chrysler i venut sota la marca Dodge. Presentat l'any 1987 al costat del nou disseny de la Dodge Ram 50; va ser nomenada pel North American Truck of the Year de l'any 2000.
Sempre s'ha ubicat per sobre de les Ford Ranger i Chevrolet S-10 i per sota de les full size Ford F-150, Chevrolet Silverado, GMC Sierra i Dodge Ram, encara que actualment per mida trobem la Nissan Frontier.
Un disseny convencional amb carrosseria sobre el xassís i una configuració posterior live axle i ballestes; també ha estat l'única durant molt de temps en oferir un motor V8. Un altre avanç notable que la Dakota aportava en els vehicles de treball va ser la direcció de cremallera.
Rivals de la Dakota són la Nissan Frontier, Toyota Tacoma, Ford Ranger, Chevrolet Colorado i GMC Canyon.